# TNA Sacrifice
Sacrifice este un eveniment pay-per-view de wrestling organizat de promoția Total Nonstop Action Wrestling în luna mai a fiecărui an. 